# Novo Horizonte do Norte
Novo Horizonte do Norte är en kommun i Brasilien.   Den ligger i delstaten Mato Grosso, i den centrala delen av landet, 1 100 km väster om huvudstaden Brasília. Antalet invånare är 3 746.
Omgivningarna runt Novo Horizonte do Norte är huvudsakligen savann. Runt Novo Horizonte do Norte är det mycket glesbefolkat, med 2 invånare per kvadratkilometer.